# Castillo de Cumbres Mayores
El castillo fortaleza de Cumbres Mayores o castillo de Sancho el Bravo es una fortificación datada en los siglos XIII y XV. Se encuentra en la localidad de Cumbres Mayores, en la provincia de Huelva (Andalucía, España). Está declarado Monumento Histórico Nacional desde el 6 de agosto de 1895
y se encuentra bajo la protección de la declaración genérica del Decreto de 22 de abril de 1949, sobre protección de los castillos españoles,
y de la Ley 16/1985, sobre el Patrimonio Histórico Español.
Es, por tanto, Bien de Interés Cultural, con categoría de Monumento.
En 1993 la Junta de Andalucía otorgó un reconocimiento especial a los castillos de la Comunidad Autónoma de Andalucía.

## Historia y arquitectura

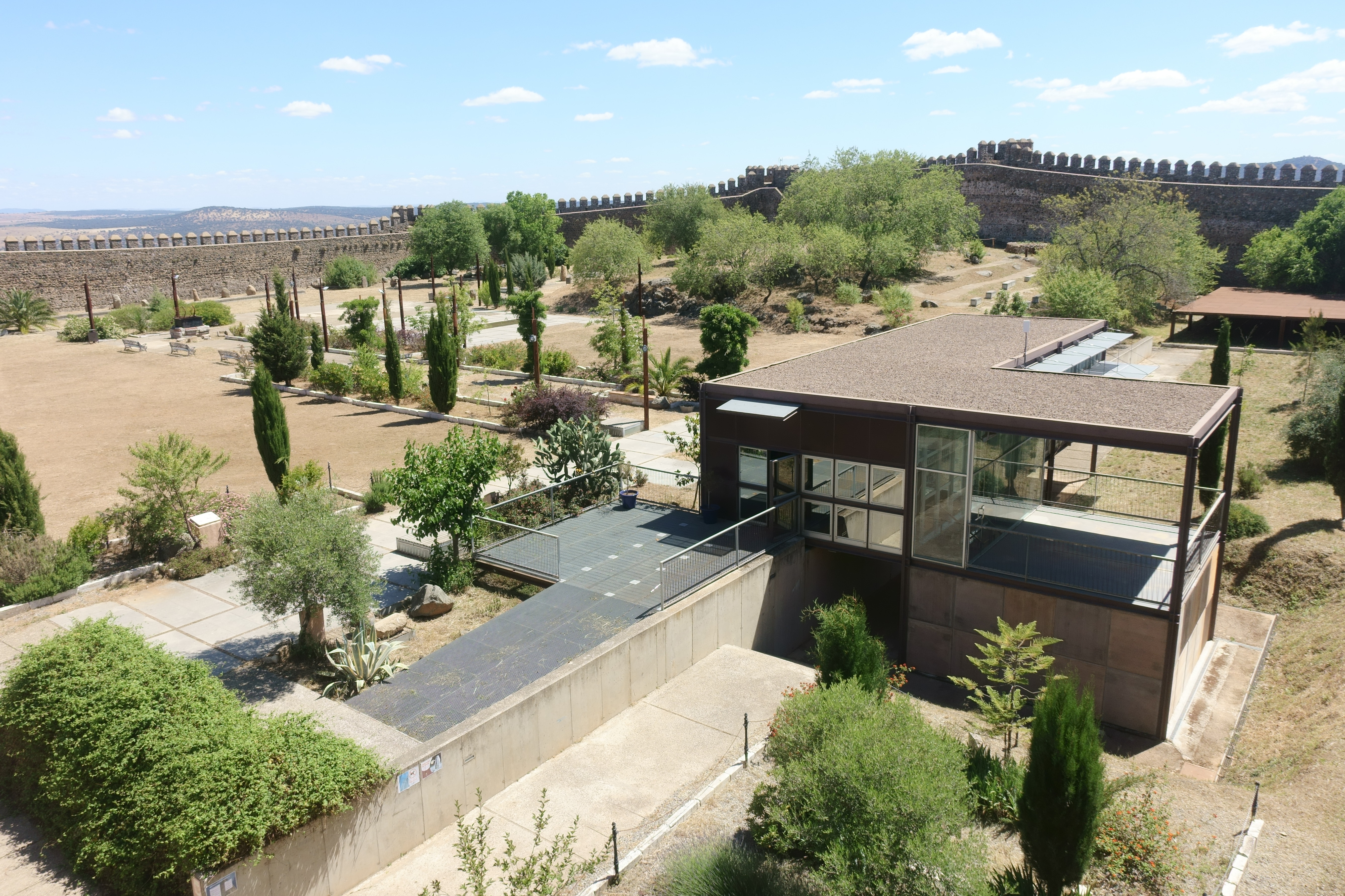
Interior de la fortaleza

Aunque previamente debía de existir alguna edificación de época romana esta fortaleza se construyó en 1293 (con importantes reformas en el siglo XV) bajo el reinado de Sancho IV el Bravo. Para defender desde la Banda Gallega el Reino de Sevilla ordenó este rey la construcción de importantes castillos como éste o los de Aroche, Fregenal de la Sierra o Santa Olalla del Cala frenando así los intereses de expansión de Portugal. Debido al problema del bandidaje en toda esa zona fronteriza se alzaron asentamientos poblacionales a resguardo de la fortaleza lo que permitió un importante desarrollo de la zona. Con la paz con Portugal el castillo dejó de ser funcional pero los asentamientos crecieron sobre todo aprovechando el material de acarreo o el resguardo de los muros de la edificación para la construcción de casas.
Dado el estado de abandono y los diferentes usos civiles a lo largo de los siglos (siendo aprovechado, por ejemplo, para el ganado o en 1980 como campo de fútbol local) en 1973 y 1999 se acometieron importantes obras de restauración. En tiempo presente se está gestionando su conversión en centro de interpretación de la zona. Su forma es irregular, con nueve lados y ocho torreones más la torre bicéfala de homenaje. Los muros alcanzan los diez metros de altura por tres de grosor.